# Oriental Heritage (Wuhu)
Koordinaten: 31° 21′ 37″ N, 118° 27′ 45″ O
Oriental Heritage (chinesisch 方特东方神画) ist ein chinesischer Freizeitpark in Wuhu, Anhui, der am 16. August 2015 eröffnet wurde. Er wird von der Fantawild Holdings betrieben, die auch andere Freizeitparks in China betreiben.

## Liste der Achterbahnen
| Name                          | Typ                               | Hersteller         | Eröffnungsjahr |
| ----------------------------- | --------------------------------- | ------------------ | -------------- |
| Jungle Trailblazer / 丛林飞龙 | Holzachterbahn mit Inversion      | Martin & Vleminckx | 2015           |
| Land of Lost Souls / 灵魂之旅 | Minenachterbahn, Dunkelachterbahn | Jinma Rides        | 2015           |
| Stress Express / 极地快车     | Shuttle Coaster                   | Vekoma             | 2015           |